# Vitalij Višněvskij
Vitalij Viktorovič Višněvskij (Віталій Вікторович Вишневський;* 18. března 1980 v Charkově) je bývalý ruský a ukrajinský hokejový obránce.

## Hráčská kariéra
S hokejem začínal v klubu Torpedo Jaroslavl, kde odehrál všechny mládežnické kategorie. Profesionální hokej v seniorské kategorii si vyzkoušel v 16 letech ve třetí nejvyšší lize v Rusku známa pod názvem Pervaja liga, ve druhém týmu Torpedo Jaroslavl. Do následujícího ročníku se klubu podařilo postoupit do ruské vyšší ligy, kde s klubem odehrál 47 zápasů. Po skončení sezóny a mistrovství Evropy juniorů, kdy s ruským týmem získali bronzové medaile, byl draftován týmem Mighty Ducks of Anaheim v 1. kole celkově 5. Do ročníku 1998/99 byl povýšen z druhého týmu Torpeda Lokomotivy do základního kádru Torpeda, jenž hrával nejvyšší ligu (Superliga). V sezóně odehrál ze základní části 34 zápasů z možných 42 zápasů a v playoff pomohl týmu vybojovat třetí místo.
Po úspěchu v mistrovství světa juniorů, kdy s týmem vybojovali zlaté medaile, se připojil do kádru Mighty Ducks of Anaheim, kteří si ho vybrali z draftu v roce 1998. První sezónu měl střídavé starty mezi hlavním týmem Mighty Ducks of Anaheim a jejich farmou Cincinnati Mighty Ducks. Do následující sezóny 2000/01 se dostal do základního kádru Ducks a v klubových statistikách se stal třetím nejtrestanějším hráčem. S týmem si zahrál finále playoff o Stanley cup v sezóně 2002/03, ale prohráli nad týmem New Jersey Devils 3:4 na zápasy. Nejvíce nasbíraných bodů v NHL získal v ročníku 2003/04, celkem šestnáct bodů (šest gólů a deset asistencí). Během výluky v NHL 2004/05 se vrátil do Ruska, kde se dohodl s klubem Chimik Moskevská oblast ale ještě před výlukou podepsal dvouletou smlouvy s Mighty Ducks of Anaheim, ve kterém si vydělá dohromady 2,75 mil. dolarů .
Po výluce se vrátil zpět do klubu Mighty Ducks of Anaheim, jenž s klubem postoupili do playoff a dokráčeli až do finále konferencí, kde prohráli nad týmem Edmonton Oilers 1:4 na zápasy. 17. srpna 2006 byl vyměněn do týmu Atlanta Thrashers za Karla Stewarta a 2. kolo draftu před sezónou 2006/07 . V Atlantě stihl odehrát 52 zápasů v základní části, poté byl 10. února 2007 vyměněn do týmu Nashville Predators za Erica Belangera. Za Predators dohrál sezónu, kdy stihl odehrát patnáct zápasů, v nichž nasbíral jeden bod. Po vypršení smlouvy mu klub nenabídlo smlouvu a později se stal nechráněný hráč. 10. července 2007 si ho vybrali z volných hráčů klub New Jersey Devils, se kterým se dohodl na tříleté smlouvě. V New Jersey Devils však strávil jednu sezónu 2007/08, 22. srpna 2008 se z klubem dohodl na rozvázání kontraktu a zařadili ho na listinu volných hráčů, aby mohl v klidu odejít do nově vzniklé ligy KHL.
26. srpna 2008 se dohodl na smlouvě s mateřským klubem Lokomotiv Jaroslavl. V Lokomotivu Jaroslavl se stal nejtrestanějším hráčem, v prvním ročníku nasbíral 124 trestných minut a v následujícím ročníku 68 trestných minut. V prvním ročníku si s klubem zahráli finále playoff o gagarinův pohár, ale prohráli nad týmem Ak Bars Kazaň 3:4 na zápasy. Do následujícího ročníku 2009/10 byl v klubu Lokomotivy jmenován zástupcem kapitána Ivana Tkačenka. Před sezónou 2010/11 se dohodl na dvouleté smlouvě s týmem SKA Petrohrad. Během dvou let strávených v Petrohradu si opět zahrál playoff, ročníku 2011/12 dokráčeli s týmem do semifinále, nestačili nad týmem HC Dynamo Moskva. Po vypršení kontraktu se vrátil zpět do klubu Lokomotiv Jaroslavl, který nenastoupil do ročníku 2011/12, kvůli letecké nehody a přišel tak o celý tým. S klubem se dohodl na dvouleté smlouvě. V Lokomotivě Jaroslavl nakonec vydržel tři roky, v ročníku 2013/2014 s týmem skončil na celkovém čtvrtém místě, v semifinále podlehli nad českým týmem HC Lev Praha 1:4 na série. Po dvou letech bez hokeje, ohlásil návrat k profesionálním hokeji a dohodl se na smlouvě s klubem Severstal Čerepovec. 21. srpna 2018 se rozhodl ukončit hráčskou kariéru

## Ocenění a úspěchy
- 1999 MSJ – All-Star Tým
- 1999 MSJ – Nejlepší obránce
- 1999 RSL – Trofej Alexeje Čerepanova
- 2004 RC – All-Star Tým
- 2010 KHL – Nejlepší nahrávač v playoff mezi obránci

## Prvenství

### NHL
- Debut – 19. ledna 2000 (Mighty Ducks of Anaheim proti Dallas Stars)
- První gól – 8. února 2000 (Los Angeles Kings proti Mighty Ducks of Anaheim, kanadskému brankáři Stephane Fiset)
- První asistence – 14. února 2000 (Chicago Blackhawks proti Mighty Ducks of Anaheim)

### KHL
- Debut – 2. září 2008 (Salavat Julajev Ufa proti Lokomotiv Jaroslavl)
- První gól – 4. září 2008 (Traktor Čeljabinsk proti Lokomotiv Jaroslavl, ruskému brankáři Danila Alistratov)
- První asistence – 4. září 2008 (Traktor Čeljabinsk proti Lokomotiv Jaroslavl)

## Klubová statistika
| Sezóna       | Klub                    | Soutěž       |        | Základní část | Základní část | Základní část | Základní část | Základní část |        | Play off | Play off | Play off | Play off | Play off |
| Sezóna       | Klub                    | Soutěž       | Z      | G             | A             | B             | TM            | Z             | G      | A        | B        | TM       |          |          |
| 1995/1996    | Torpedo Jaroslavl-2     | 2.CIS        | 40     | 4             | 4             | 8             | 20            | —             | —      | —        | —        | —        |          |          |
| 1996/1997    | Torpedo Jaroslavl-2     | 3.RSL        | 45     | 0             | 2             | 2             | 30            | —             | —      | —        | —        | —        |          |          |
| 1997/1998    | Torpedo Jaroslavl-2     | RVL          | 47     | 8             | 9             | 17            | 164           | —             | —      | —        | —        | —        |          |          |
| 1998/1999    | Torpedo Jaroslavl       | RSL          | 34     | 3             | 4             | 7             | 38            | 10            | 0      | 0        | 0        | 4        |          |          |
| 1999/2000    | Cincinnati Mighty Ducks | AHL          | 35     | 1             | 3             | 4             | 45            | —             | —      | —        | —        | —        |          |          |
| 1999/2000    | Mighty Ducks of Anaheim | NHL          | 31     | 1             | 1             | 2             | 26            | —             | —      | —        | —        | —        |          |          |
| 2000/2001    | Mighty Ducks of Anaheim | NHL          | 76     | 1             | 10            | 11            | 99            | —             | —      | —        | —        | —        |          |          |
| 2001/2002    | Mighty Ducks of Anaheim | NHL          | 74     | 0             | 3             | 3             | 60            | —             | —      | —        | —        | —        |          |          |
| 2002/2003    | Mighty Ducks of Anaheim | NHL          | 80     | 2             | 6             | 8             | 76            | 21            | 0      | 1        | 1        | 6        |          |          |
| 2003/2004    | Mighty Ducks of Anaheim | NHL          | 73     | 6             | 10            | 16            | 51            | —             | —      | —        | —        | —        |          |          |
| 2004/2005    | Chimik Moskevská oblast | RSL          | 50     | 7             | 14            | 21            | 92            | —             | —      | —        | —        | —        |          |          |
| 2005/2006    | Mighty Ducks of Anaheim | NHL          | 82     | 1             | 7             | 8             | 91            | 16            | 0      | 4        | 4        | 10       |          |          |
| 2006/2007    | Atlanta Thrashers       | NHL          | 52     | 3             | 9             | 12            | 31            | —             | —      | —        | —        | —        |          |          |
| 2006/2007    | Nashville Predators     | NHL          | 15     | 0             | 1             | 1             | 10            | —             | —      | —        | —        | —        |          |          |
| 2007/2008    | New Jersey Devils       | NHL          | 69     | 2             | 5             | 7             | 50            | 3             | 0      | 0        | 0        | 2        |          |          |
| 2008/2009    | Lokomotiv Jaroslavl     | KHL          | 53     | 8             | 13            | 21            | 124           | 19            | 2      | 7        | 9        | 44       |          |          |
| 2009/2010    | Lokomotiv Jaroslavl     | KHL          | 55     | 5             | 14            | 19            | 68            | 17            | 0      | 9        | 9        | 32       |          |          |
| 2010/2011    | SKA Petrohrad           | KHL          | 49     | 7             | 8             | 15            | 44            | 11            | 0      | 1        | 1        | 4        |          |          |
| 2011/2012    | SKA Petrohrad           | KHL          | 54     | 3             | 4             | 7             | 89            | 14            | 0      | 1        | 1        | 9        |          |          |
| 2012/2013    | Lokomotiv Jaroslavl     | KHL          | 52     | 2             | 5             | 7             | 36            | 6             | 0      | 0        | 0        | 2        |          |          |
| 2013/2014    | Lokomotiv Jaroslavl     | KHL          | 52     | 1             | 4             | 5             | 22            | 18            | 1      | 0        | 1        | 2        |          |          |
| 2014/2015    | Lokomotiv Jaroslavl     | KHL          | 43     | 0             | 3             | 3             | 16            | 1             | 0      | 0        | 0        | 0        |          |          |
| 2015/2017    | Nehrál                  | Nehrál       | Nehrál | Nehrál        | Nehrál        | Nehrál        | Nehrál        | Nehrál        | Nehrál | Nehrál   | Nehrál   | Nehrál   | Nehrál   | Nehrál   |
| 2017/2018    | Severstal Čerepovec     | KHL          | 51     | 1             | 5             | 6             | 26            | 4             | 0      | 0        | 0        | 0        |          |          |
| Celkem v NHL | Celkem v NHL            | Celkem v NHL | 552    | 16            | 52            | 68            | 494           | 40            | 0      | 5        | 5        | 18       |          |          |
| Celkem v KHL | Celkem v KHL            | Celkem v KHL | 409    | 27            | 56            | 83            | 425           | 90            | 3      | 18       | 21       | 93       |          |          |
| Celkem v RSL | Celkem v RSL            | Celkem v RSL | 85     | 10            | 21            | 31            | 130           | 10            | 0      | 0        | 0        | 4        |          |          |

## Reprezentace
| Rok          | Tým          | Soutěž       | Z  | G | A | B  | TM |
| ------------ | ------------ | ------------ | -- | - | - | -- | -- |
| 1997         | Rusko 18     | MEJ          | 6  | 2 | 0 | 2  | 4  |
| 1998         | Rusko 18     | MEJ          | 6  | 2 | 6 | 8  | 24 |
| 1999         | Rusko 20     | MSJ          | 7  | 0 | 2 | 2  | 6  |
| 1999         | Rusko        | MS           | 6  | 0 | 1 | 1  | 8  |
| 2001         | Rusko        | MS           | 7  | 0 | 3 | 3  | 6  |
| 2004         | Rusko        | SP           | 3  | 0 | 0 | 0  | 0  |
| 2004/2005    | Rusko        | EHT          | 4  | 1 | 0 | 1  | 2  |
| 2006         | Rusko        | OH           | 8  | 0 | 1 | 1  | 4  |
| 2008/2009    | Rusko        | EHT          | 9  | 0 | 3 | 3  | 8  |
| 2009         | Rusko        | MS           | 9  | 0 | 0 | 0  | 29 |
| 2009/2010    | Rusko        | EHT          | 6  | 0 | 0 | 0  | 8  |
| Celkem v MEJ | Celkem v MEJ | Celkem v MEJ | 12 | 4 | 6 | 10 | 28 |
| Celkem v MS  | Celkem v MS  | Celkem v MS  | 22 | 0 | 4 | 4  | 43 |
| Celkem v EHT | Celkem v EHT | Celkem v EHT | 19 | 1 | 3 | 4  | 18 |